# Ottofels

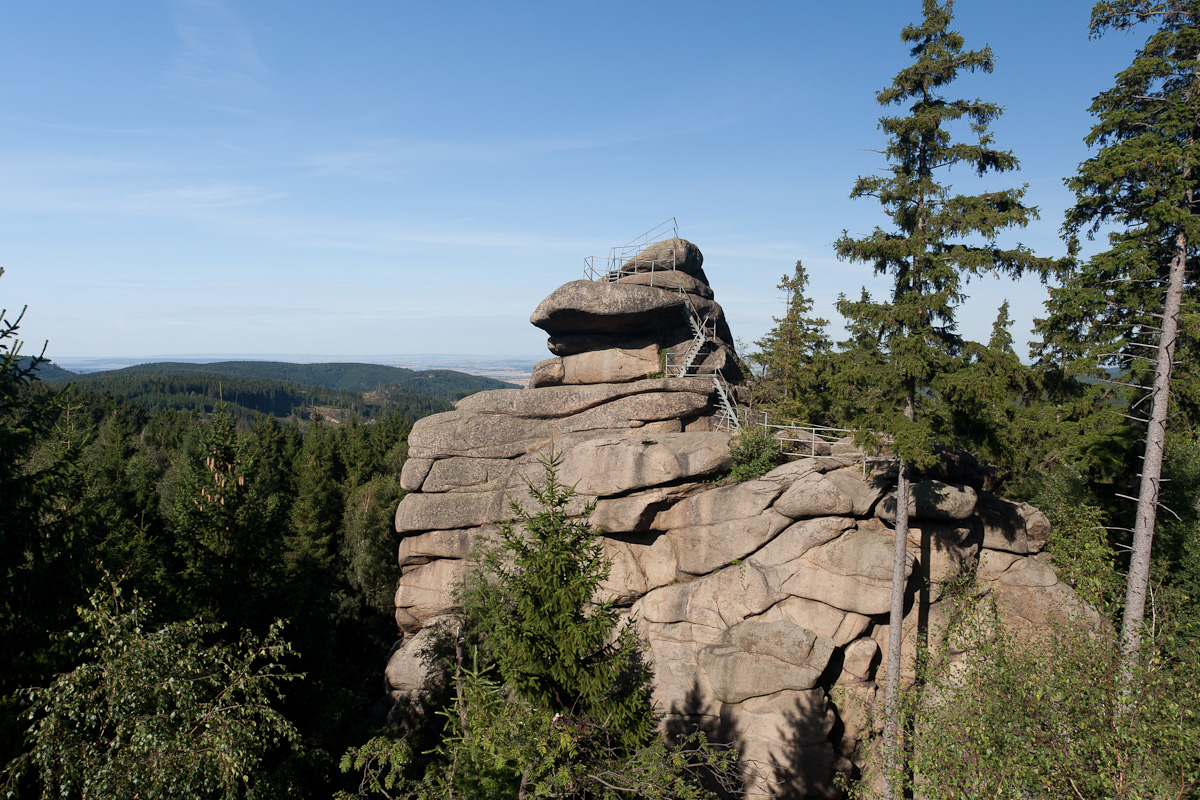
Ottofels mit Harzvorland im Hintergrund

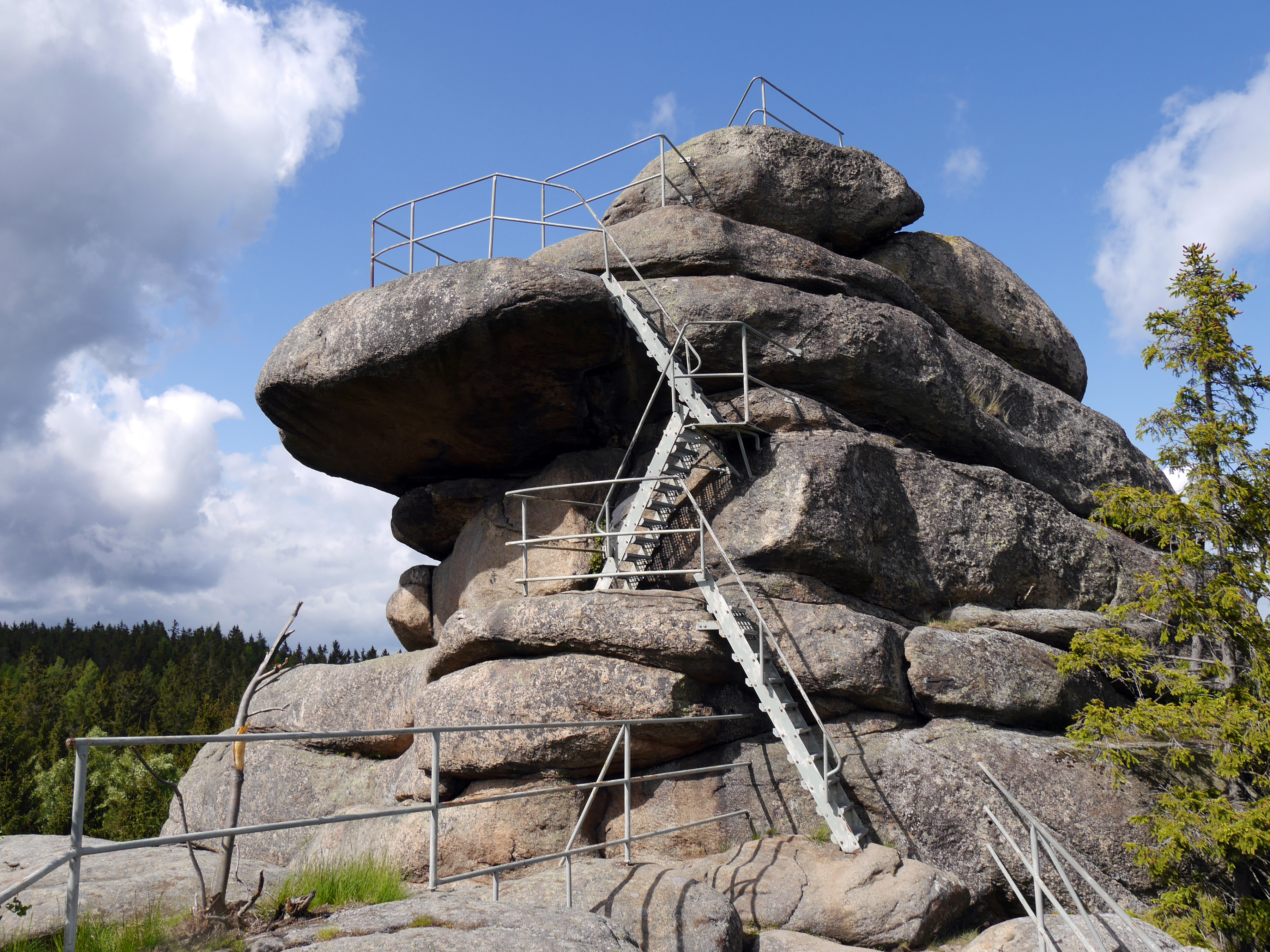
Ottofels mit Leitern

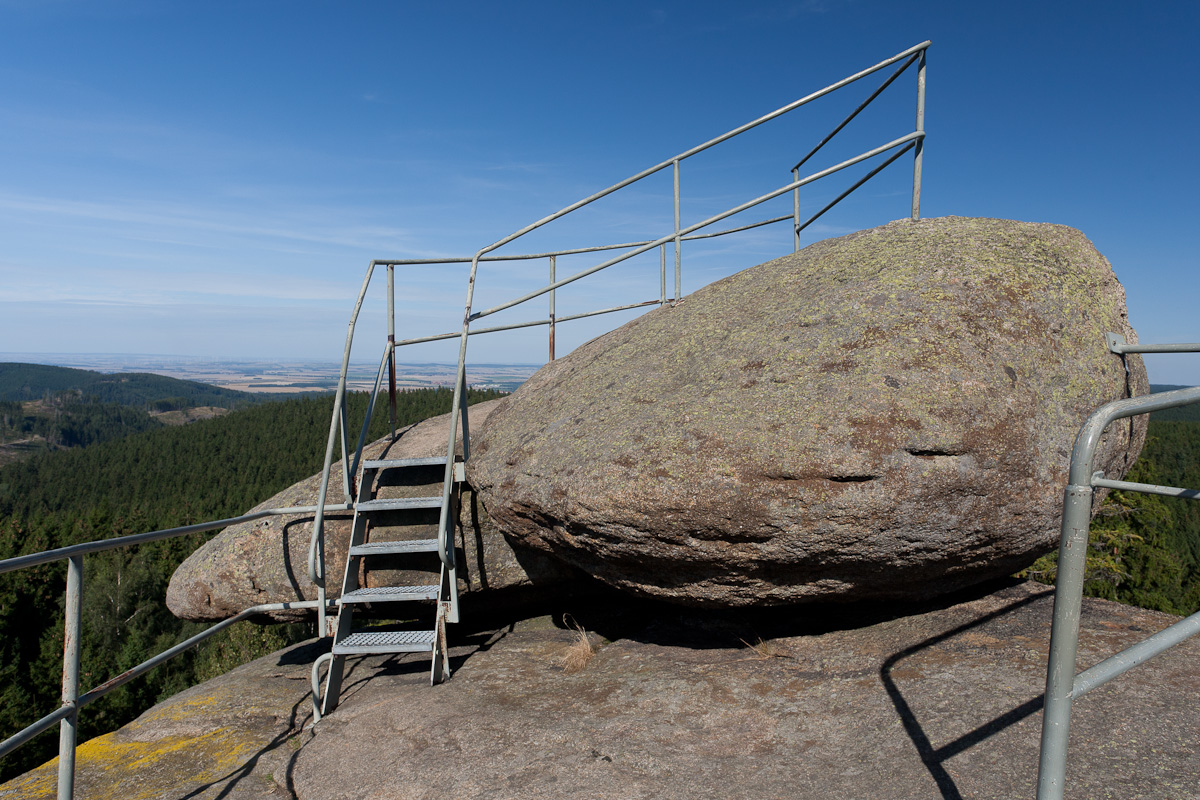
Ottofels: Gipfelfels

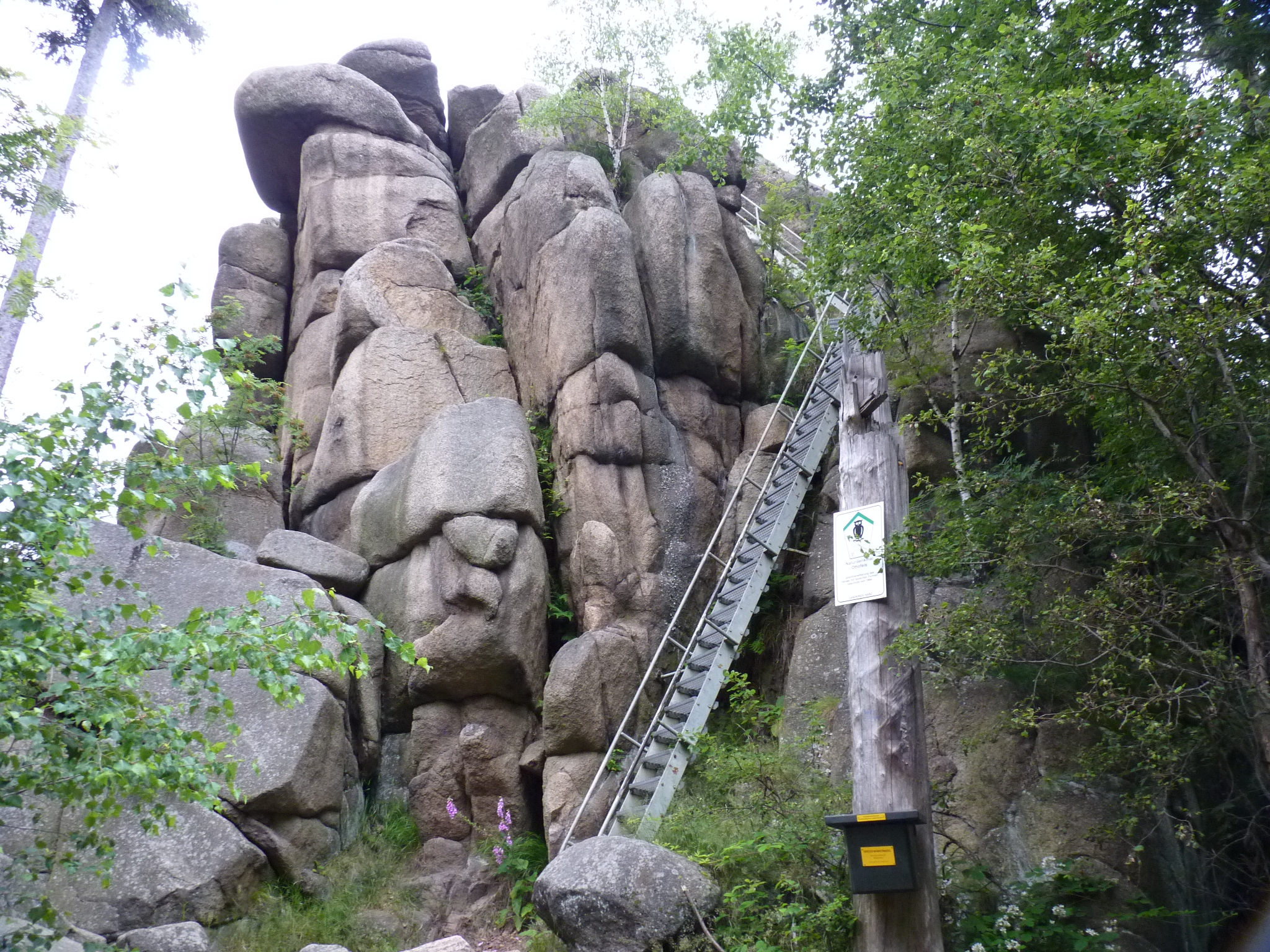
Leiter auf den Ottofels

Der Ottofels, auch Ottofelsen genannt, im Mittelgebirge Harz ist eine etwa 36 m hohe und seit 1964 als Naturdenkmal ausgewiesene Granit-Felsformation bei Hasserode im Landkreis Harz in Sachsen-Anhalt. Er wurde nach Fürst Otto zu Stolberg-Wernigerode benannt.

## Geographische Lage und Geologie
Der Ottofels liegt im Naturpark Harz/Sachsen-Anhalt etwa 4 km südwestlich des Wernigeröder Stadtteils Hasserode, einem südwestlichen Stadtteil von Wernigerode, und 3 km nordnordwestlich von Drei Annen Hohne. Er befindet sich auf der Nordostflanke des Hohnekamms oberhalb vom Tal des Braunen Wassers. Der etwa 36 m hohe Fels steht auf rund 584 m ü. NN, woraus sich am Gipfel zirka 620 m ü. NN ergeben. Er besteht aus grobkörnigem Granit mit Wollsackverwitterungen.
Etwa 200 m südsüdwestlich des Ottofels steht das in Privatbesitz befindliche Karlshaus, das jetzt als Jagdhof Carlshaus bezeichnet wird.

## Wandern und Klettern
Am kürzesten zu erreichen ist der Ottofels zu Fuß, entweder vom Haltepunkt Steinerne Renne der Harzquerbahn und Brockenbahn oder vom Parkplatz an der Einmündung des Thumkuhlen- in das Drängetal unweit der Straße nach Drei Annen Hohne. Der Fels kann über Eisenleitern, die als Aufstiegsmöglichkeit am 27. Juli 1892 feierlich eingeweiht und nach 1990 erneuert wurden, bestiegen werden. Er dient auch als Klettergipfel für Bergsteiger. Von seinem Gipfel fällt der Blick über Berge und Täler des Harzes bis zum Brocken, nach Wernigerode mit dem Schloss Wernigerode und bis weit in das nördliche Harzvorland. Der Fels ist als Nr. 27 in das System der Stempelstellen der Harzer Wandernadel einbezogen.